# 구로역
구로역(九老驛, Guro sration)은 서울특별시 구로구 구로동에 있는 수도권 전철 1호선의 전철역이다. 수도권 전철 1호선이 운행되며 이 역에서 구로차량사업소로 향하는 구로기지선이 분기한다. 심야에 2편성이 주박한다.

## 역사
- 1969년 3월 25일: 신호소로 개업[3]
- 1973년 6월 1일: 폐역[4]
- 1973년 6월 30일: 역사 준공
- 1973년 12월 1일: 구로남신호소 설치
- 1974년 8월 15일: 수도권 전철 1호선 개통과 함께 보통역으로 승격
- 1991년 6월 13일: 신 역사 영업 개시
- 2009년 12월 1일: 철도승차권 단말기 철거
- 2010년: 1~4번 승강장 스크린도어 설치
- 2017년 7월 7일: 수도권 전철 1호선 경인선 구간 특급 운행 개시
- 2018년: 5~9번 승강장 스크린도어 설치

## 역 구조
5면 9선의 승강장이며 모든 승강장에 스크린도어가 설치되어 있다.
인천역 · 신창역 등에서 출발한 열차와 인천행·신창행 열차가 합류·분기하는 역으로, 경부선 B급행을 제외한 수도권 전철 1호선의 모든 열차가 모두 정차하며, 구로차량사업소와 연결되어 있어 이 역을 시·종착역으로 삼는 열차도 있다. 바로 구로역 시발(始發) 승강장이다.
또한 한국철도공사의 유실물센터가 있고, 출구 3개가 모두 구로동에 있다.

### 배선도
구로역의 배선도는 다음과 같다. 구로발 인천행 열차는 구로역~개봉역 구간은 급행 선로를 타게 되며 개봉역에서 출발 후 완행 선로로 전환한다. KTX, ITX-새마을, 새마을호, 무궁화호, 누리로와 같은 모든 일반 열차와 경부선 B급행(서울역~천안 급행)은 무정차 통과한다.

### 승강장
| ↑ 신도림                             |
| １\| ２３ \| ４５ \| ６７ \| ８９ \| |
| 구일 ↓/가산디지털단지 ↓              |

#### 승강장
| 1 | ● 수도권 전철 1호선 | 경부선 상행            | 완행               | 용산 · 광운대 방면                              |
| 2 | ● 수도권 전철 1호선 | 경인선 상행            | 완행               | 의정부 · 연천 방면                              |
| 3 | ● 수도권 전철 1호선 | 경부선 하행            | 완행 · 급행        | 금천구청 · 신창 방면                            |
| 4 | ● 수도권 전철 1호선 | 경인선 하행            | 완행               | 부천 · 송내 · 인천 방면                         |
| 5 | ● 수도권 전철 1호선 | 경부선 상행            | 광명 셔틀 영등포행 | 영등포 방면                                     |
| 5 | ● 수도권 전철 1호선 | 경부선 상행            | 완행               | 당역종착                                        |
| 6 | ● 수도권 전철 1호선 | 경인선 상행            | 완행 · 급행 · 특급 | 용산 · 소요산 방면                              |
| 7 | ● 수도권 전철 1호선 | 경인선 상행            | 급행·특급          | 용산 방면                                       |
| 7 | ● 수도권 전철 1호선 | 경인선, 경부선 상·하행 | 급행·완행          | 당역출발, 당역종착 용산 · 소요산 방면 인천 방면 |
| 8 | ● 수도권 전철 1호선 | 경인선 하행            | 완행 · 급행 · 특급 | 개봉 · 역곡 · 동인천 방면                       |
| 9 | ● 수도권 전철 1호선 | 경부선 하행            | 완행               | 당역 시.종착                                    |
| 9 | ● 수도권 전철 1호선 | 경부선 하행            | 광명 셔틀          | 광명 방면                                       |
| 9 | ● 수도권 전철 1호선 | 경부선 하행            | 급행 · 완행        | 서동탄 · 천안 · 신창 방면                       |

## 역 주변
역의 남쪽으로 1번 출구, 북쪽으로 2번 및 3번 출구가 있으며 1번 출구와 연결된 육교로 탈 수 있게 되었고, NC백화점 신구로점과 연결되어 있다.
- 신도림현대아파트
- 서울구로경찰서 신구로지구대
- 구로공구상가
- 열린웨딩타운
- 신도림S컨벤션웨딩홀
- 구로구자원봉사센터
- CGV 구로
- NC백화점 신구로점
  - 북스리브로 NC 신구로점
- 리치몰

## 이용객 변동
2000년부터 2004년까지 자료는 경부선 자료와 경인선 자료를 합산한 것이다.
| 노선  | 노선 | 일평균 인원수 (명/일) | 일평균 인원수 (명/일) | 일평균 인원수 (명/일) | 일평균 인원수 (명/일) | 일평균 인원수 (명/일) | 일평균 인원수 (명/일) | 일평균 인원수 (명/일) | 일평균 인원수 (명/일) | 일평균 인원수 (명/일) | 일평균 인원수 (명/일) | 각주                  | 각주                  | 각주  |
| 노선  | 노선 | 2000년                | 2001년                | 2002년                | 2003년                | 2004년                | 2005년                | 2006년                | 2007년                | 2008년                | 2009년                | 각주                  | 각주                  | 각주  |
| ----- | ---- | --------------------- | --------------------- | --------------------- | --------------------- | --------------------- | --------------------- | --------------------- | --------------------- | --------------------- | --------------------- | --------------------- | --------------------- | ----- |
| 1호선 | 승차 | 21,910                | 25,348                | 33,209                | 37,214                | 25,843                | 25,056                | 25,150                | 24,886                | 24,845                | 24,791                | [ 5 ]                 | [ 5 ]                 | [ 5 ] |
| 1호선 | 하차 | 19,130                | 24,032                | 34,119                | 39,099                | 27,659                | 27,064                | 26,848                | 26,711                | 26,392                | 26,384                | [ 5 ]                 | [ 5 ]                 | [ 5 ] |
| 노선  | 노선 | 일평균 인원수 (명/일) | 일평균 인원수 (명/일) | 일평균 인원수 (명/일) | 일평균 인원수 (명/일) | 일평균 인원수 (명/일) | 일평균 인원수 (명/일) | 일평균 인원수 (명/일) | 일평균 인원수 (명/일) | 일평균 인원수 (명/일) | 일평균 인원수 (명/일) | 일평균 인원수 (명/일) | 일평균 인원수 (명/일) | 각주  |
| 노선  | 노선 | 2010년                | 2011년                | 2012년                | 2013년                | 2014년                | 2015년                | 2016년                | 2017년                | 2018년                | 2019년                | 2020년                | 2021년                | 각주  |
| 1호선 | 승차 | 24,437                | 24,580                | 23,466                | 22,607                | 22,473                | 22,461                | 21,705                | 21,105                | 20,770                | 20,241                | 14,882                | 15,489                | [ 5 ] |
| 1호선 | 하차 | 25,886                | 26,184                | 24,886                | 23,968                | 23,593                | 23,468                | 22,638                | 22,021                | 21,583                | 20,925                | 15,221                | 15,843                | [ 5 ] |

## 사진

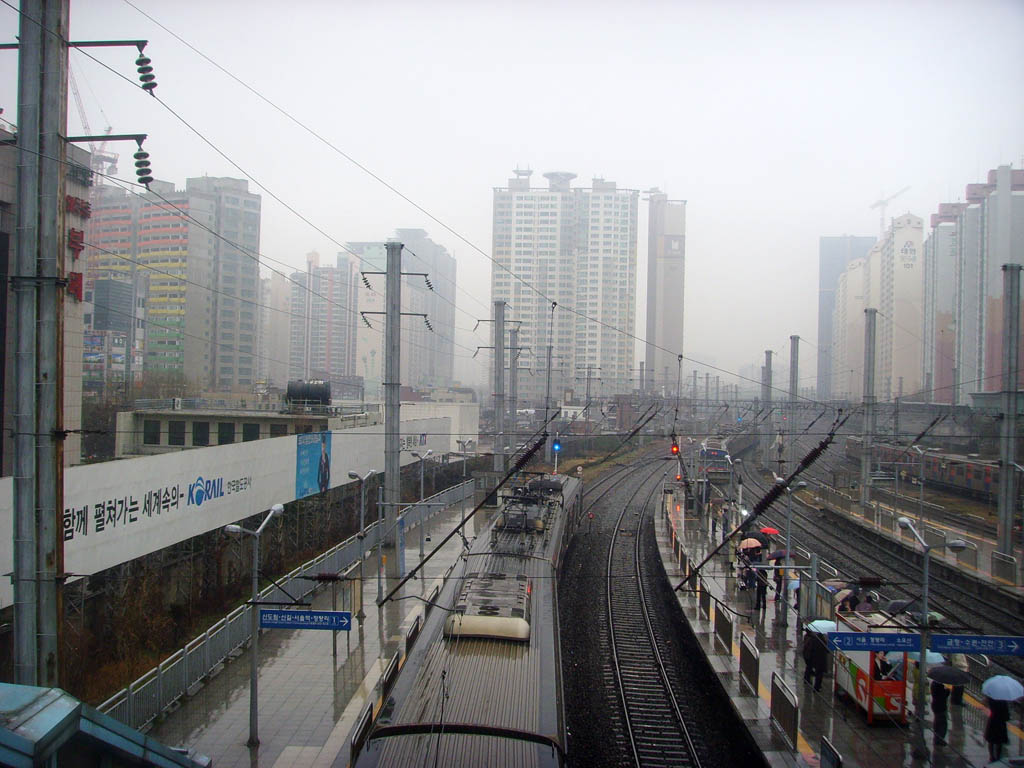
승강장 전경 (지붕공사 이전, 스크린도어 설치 전)
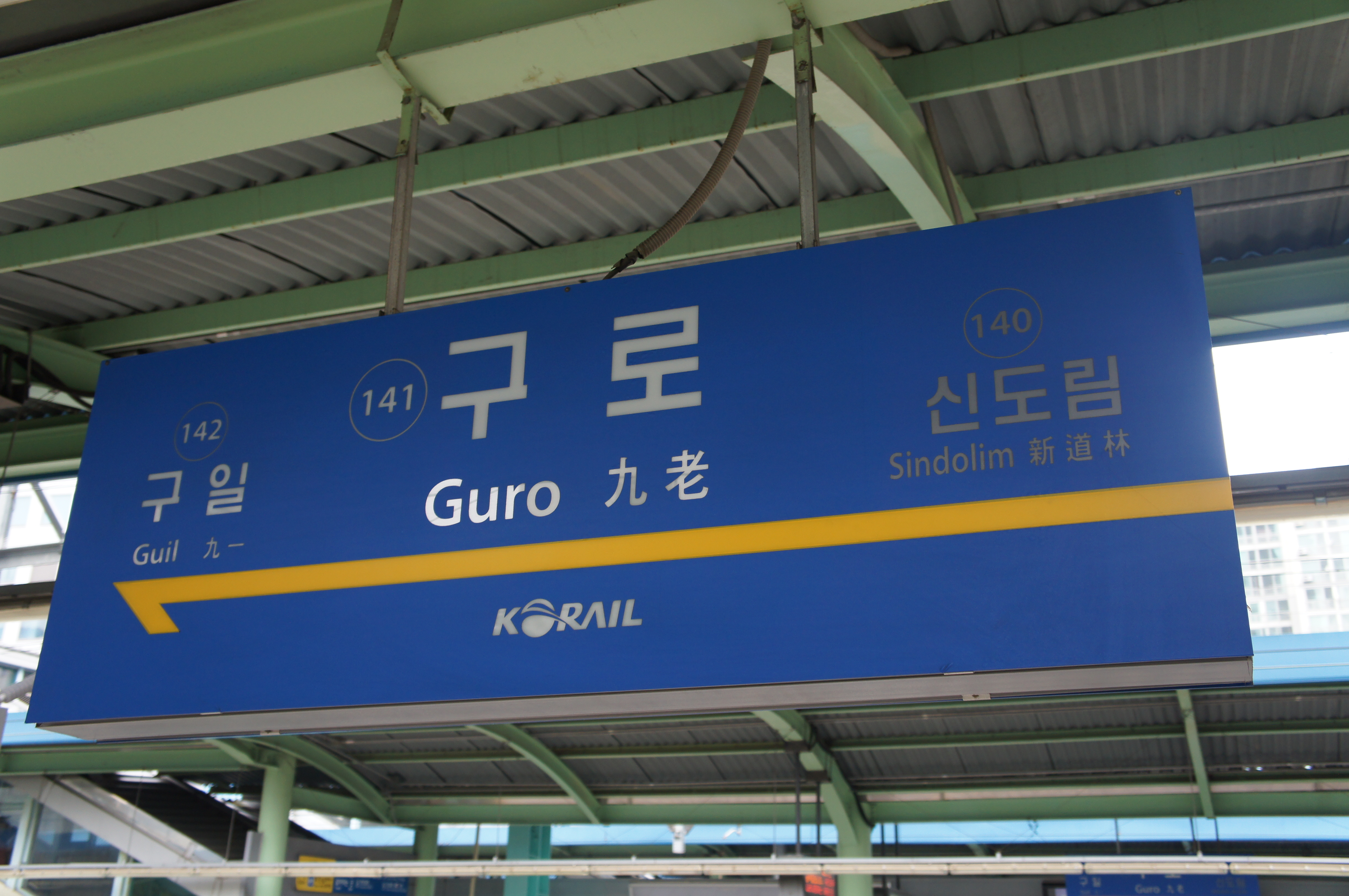
1호선 경인선계열 역명판
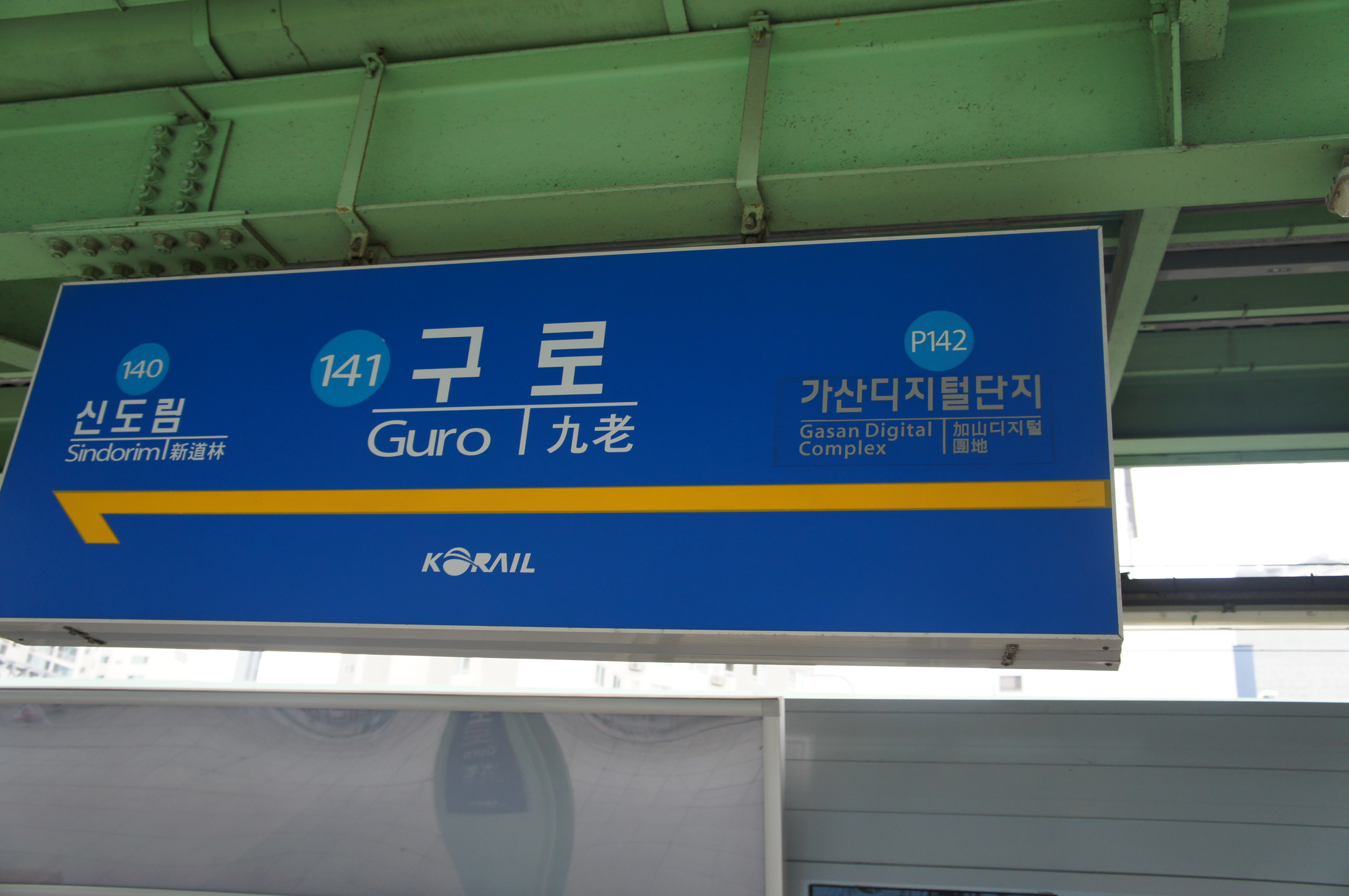
1호선 경부선계열 역명판
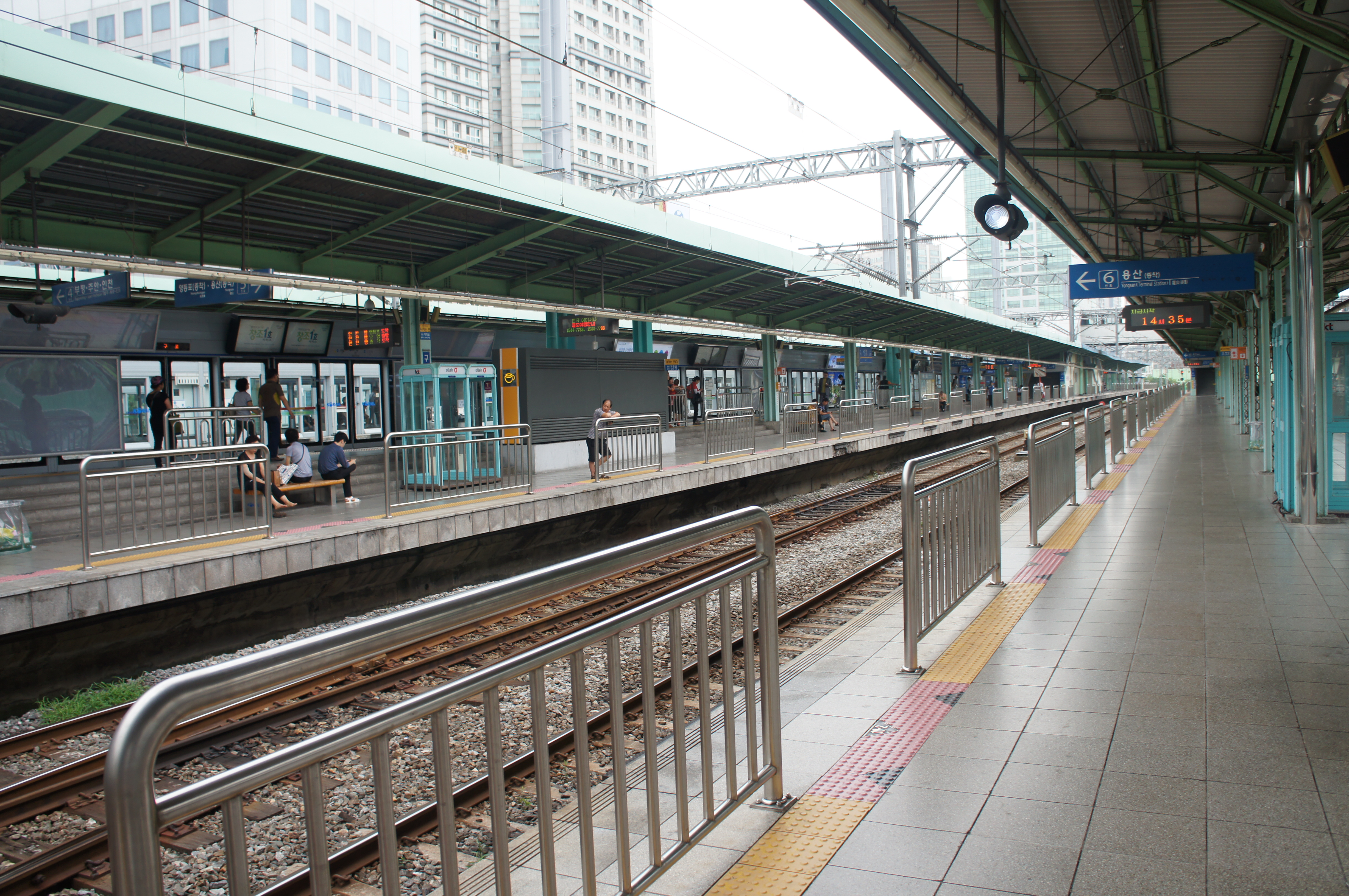
승강장
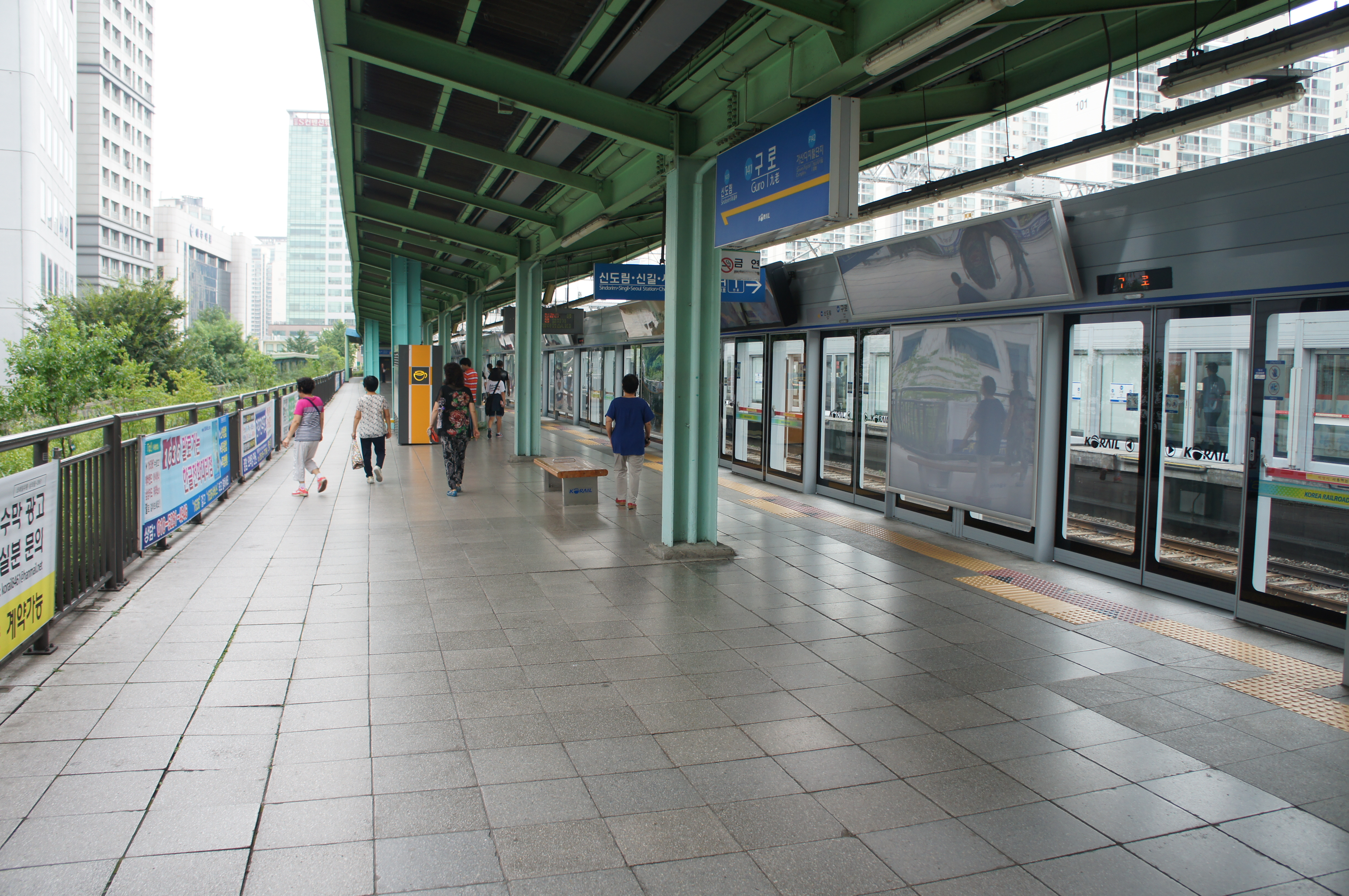
승강장
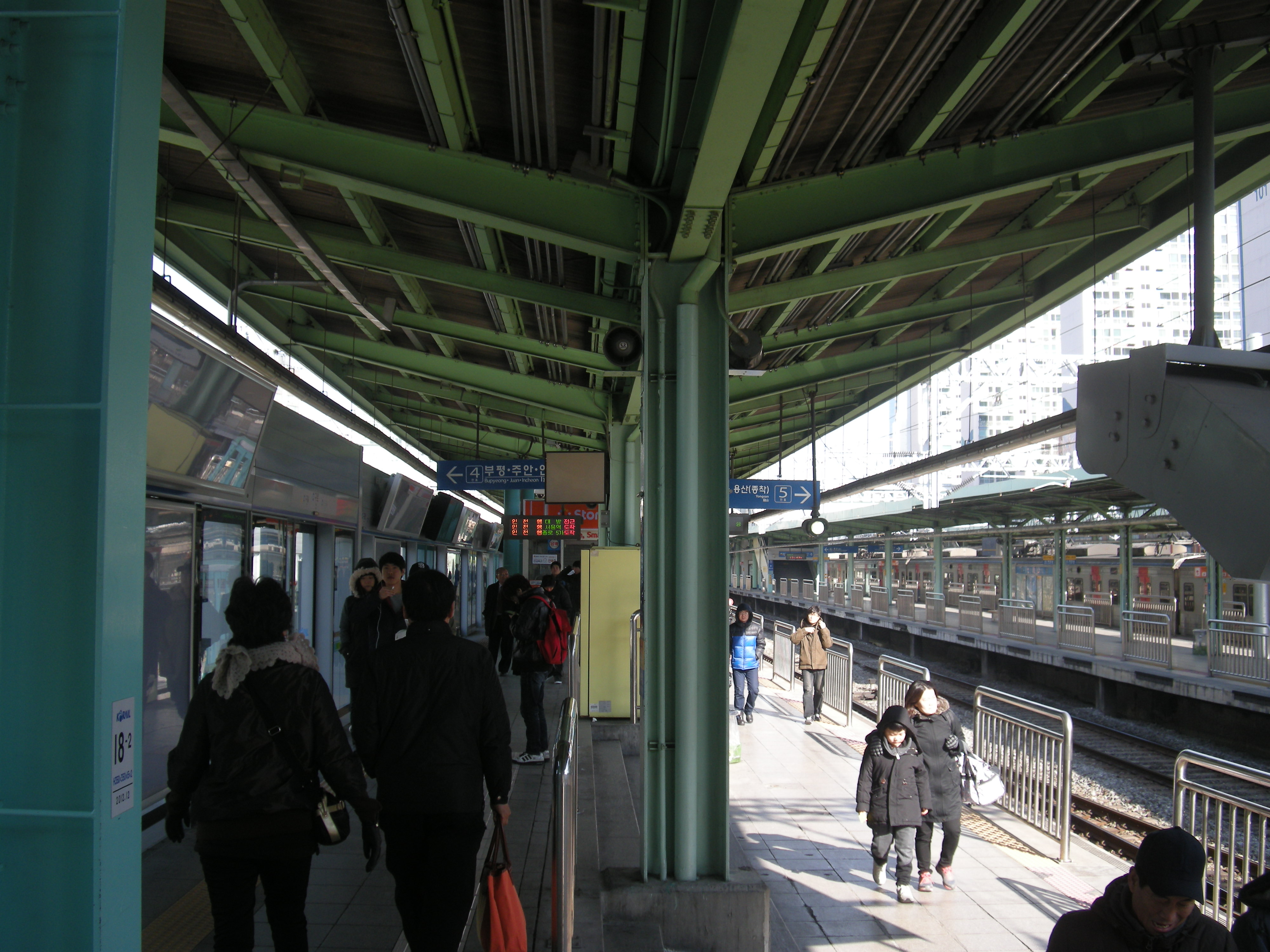
4번과 5번 승강장 (스크린도어 설치 전)
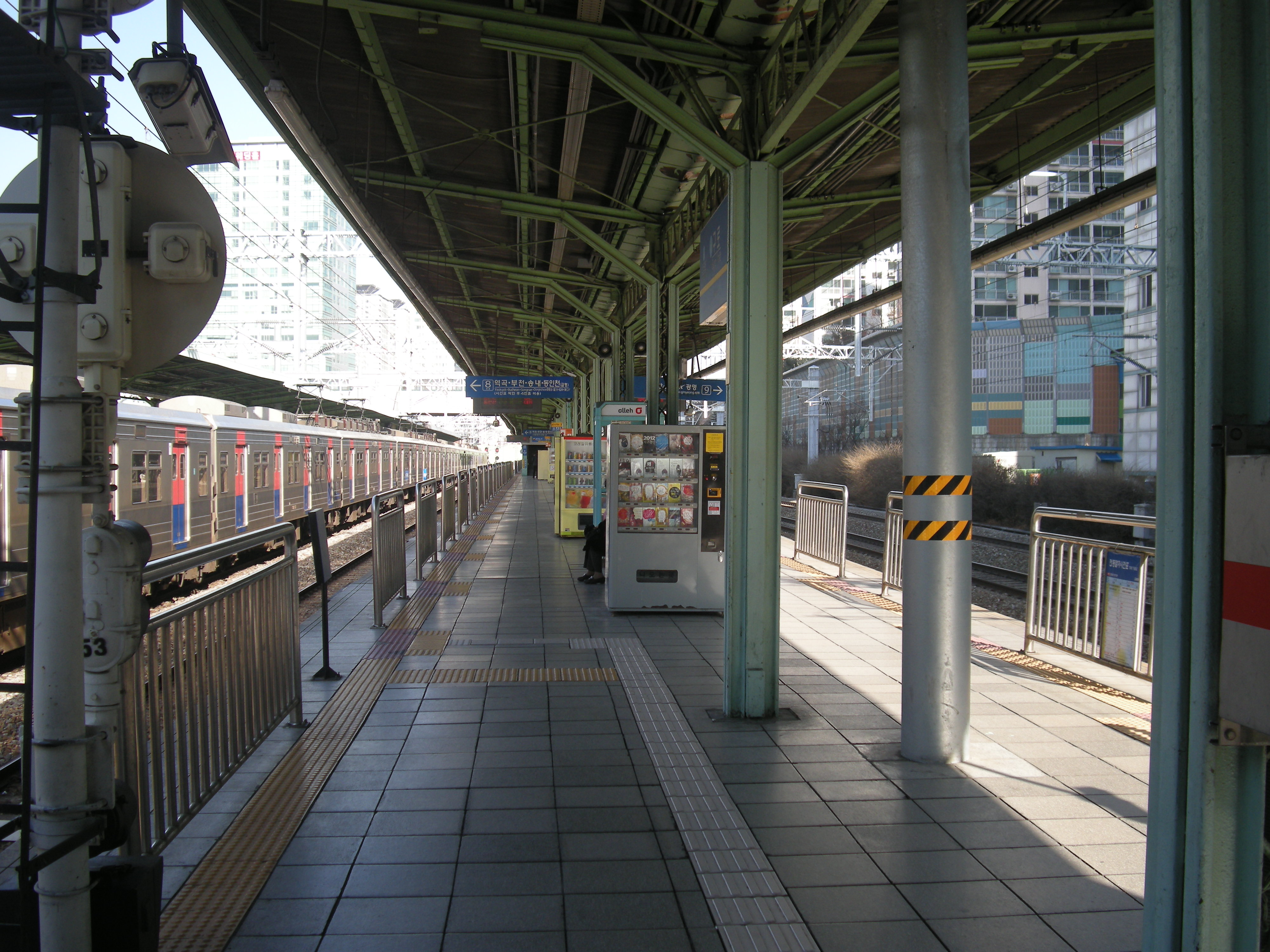
8번과 9번 승강장 (스크린도어 설치 전)
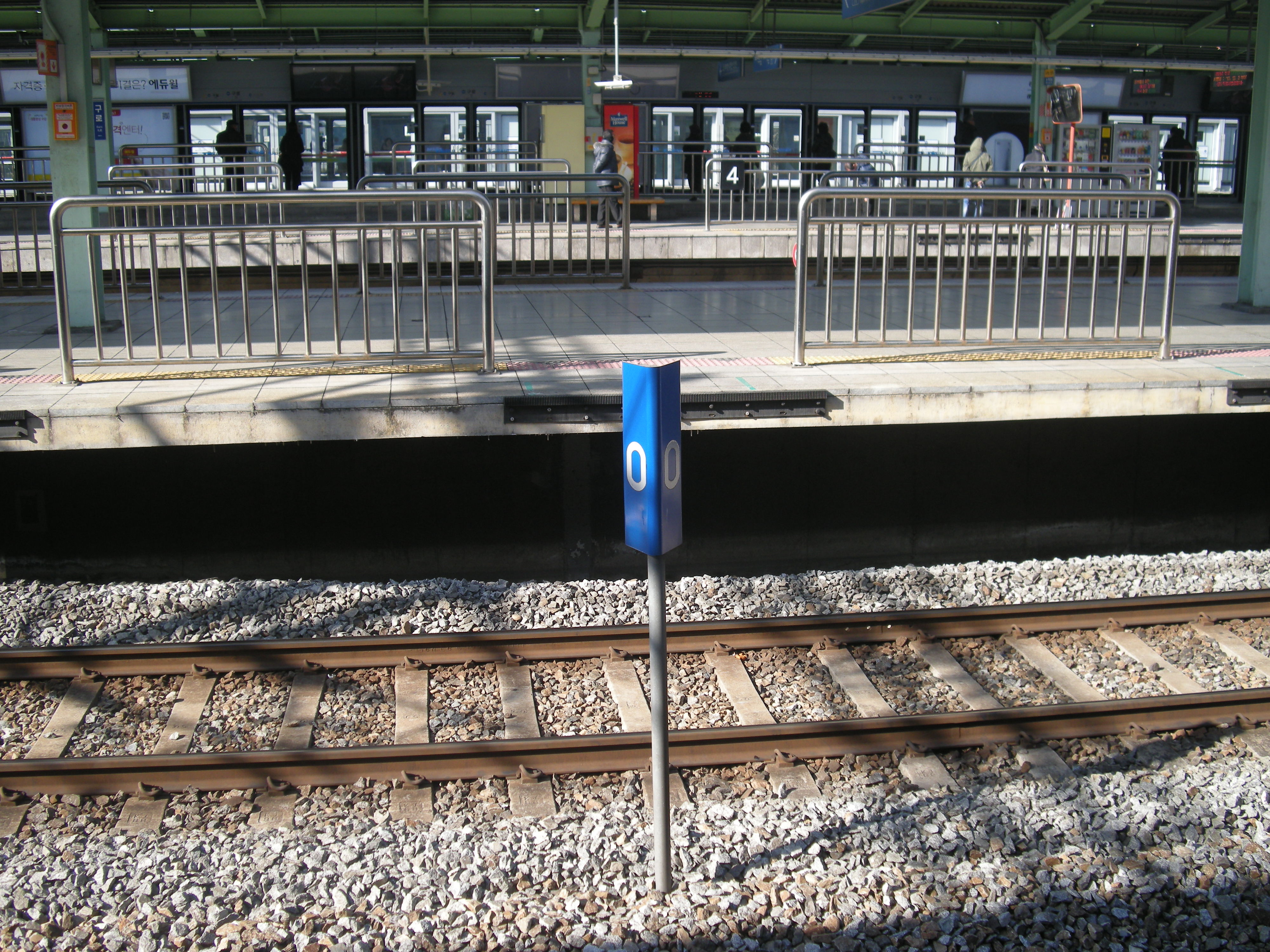
경인선 구로 기점 0 km 거리 표지 (스크린도어 설치 전 촬영)

## 인접한 역
| 경부선, 경인선                                 | 경부선, 경인선                                       | 경부선, 경인선                                             |
| ---------------------------------------------- | ---------------------------------------------------- | ---------------------------------------------------------- |
| 140 신도림 연천 방면                           | ● 수도권 전철 1호선 경원-경인선 완행 · 경원선 급행   | 142 구일 인천 방면                                         |
| 140 신도림 용산 방면                           | ● 수도권 전철 1호선 경인선 급행                      | 143 개봉 동인천 방면                                       |
| 140 신도림 용산 방면                           | ● 수도권 전철 1호선 경인선 특급                      | 146 역곡 동인천 방면                                       |
| 경부선                                         |                                                      |                                                            |
| 140 신도림 광운대 방면 청량리 방면 영등포 방면 | ● 수도권 전철 1호선 경부선 완행 경부선 급행 광명셔틀 | P142 가산디지털단지 서동탄 · 신창 방면 신창 방면 광명 방면 |